# Futun Xi
Futun Xi är ett vattendrag i Kina. Det ligger i provinsen Fujian, i den sydöstra delen av landet, omkring 140 kilometer nordväst om provinshuvudstaden Fuzhou.
Genomsnittlig årsnederbörd är 2 351 millimeter. Den regnigaste månaden är maj, med i genomsnitt 352 mm nederbörd, och den torraste är oktober, med 26 mm nederbörd.